# Eliptická dráha

Malé těleso ve vesmíru obíhající kolem většího (podobně jako planeta kolem Slunce) po eliptické dráze s větším tělesem umístěným v jednom z ohnisek elipsy.

Dvě tělesa stejné hmoty obíhající kolem společného barycentra po eliptických drahách.

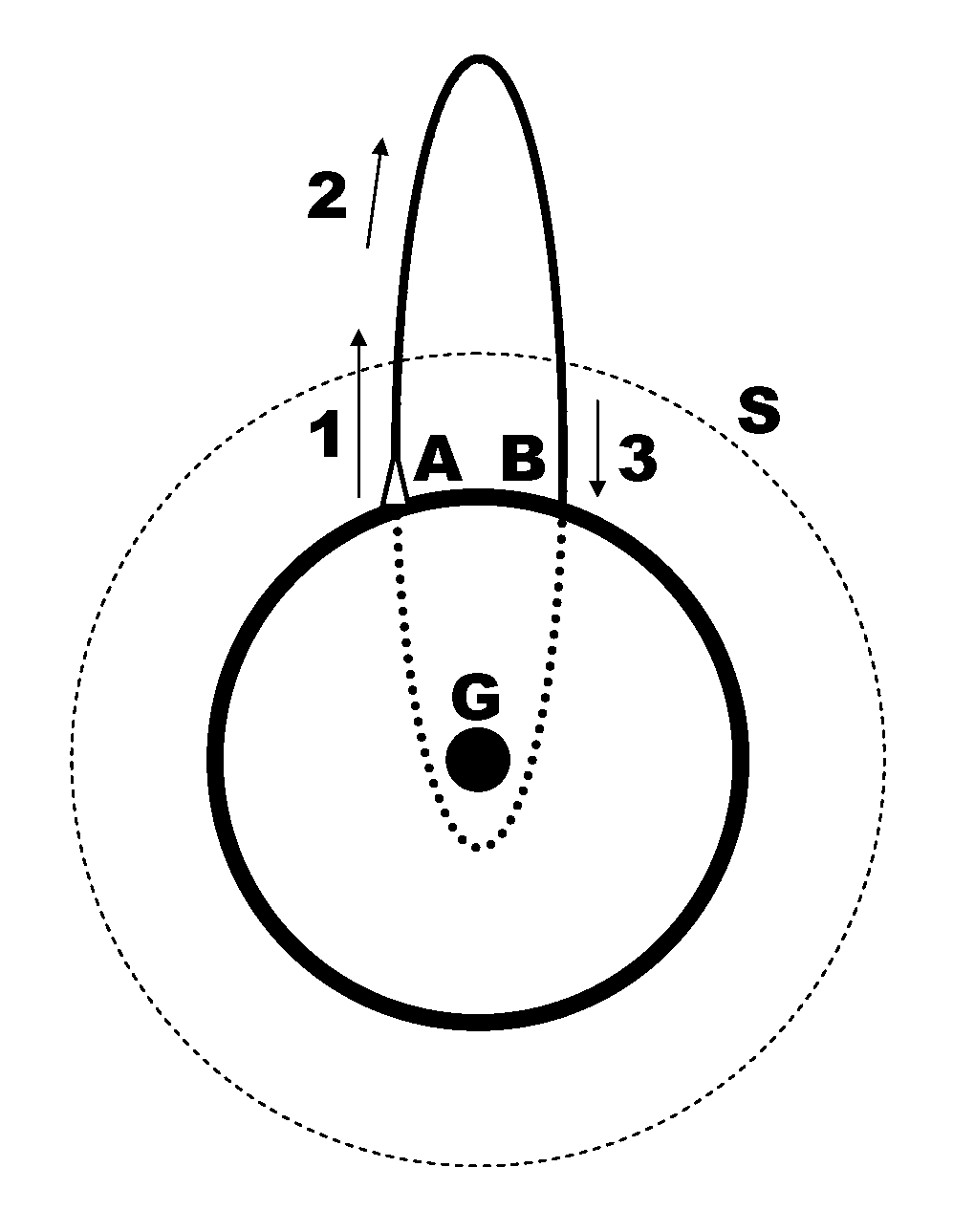
Schéma suborbitálního letu, A - start, B - přistání, G - těžiště Země, S - stratosféra, 1 - vzlet, 2 - mikrogravitace, 3 - návrat. Setrvačný let probíhá po elipse, v jejímž ohnisku se nachází těžiště Země.

Eliptická dráha (al. eliptická orbita) v astrodynamice nebo v nebeské mechanice znamená Keplerovu dráhu s oběžnou excentricitou menší než 1. Zahrnuje i kruhovou dráhu s excentricitou rovnou nule. V přísnějším chápání je to Keplerova dráha s excentricitou větší než 0 a menší než 1, zahrnující kruhovou dráhu. V širším smyslu je to Keplerova dráha s negativní energií. Ta zahrnuje radiální eliptickou oběžnou dráhu s excentricitou rovnající se 1.
V gravitačním problému dvou těles s negativní energií se obě tělesa pohybují po eliptické oběžné dráze se stejnou délkou doby oběhu kolem společného barycentra. Také relativní pozice jednoho tělesa s ohledem na druhé se pohybuje po eliptické oběžné dráze.
Mezi eliptické oběžné dráhy patří i dvojeliptická přechodová dráha, Hohmannova přechodová dráha. Zvláštním případem vysoké eliptické dráhy jsou dráha typu Molnija a sněžní dráha. Mezi Eliptické dráhy patří i setrvačná fáze suborbitálního letu, která probíhá po eliptické dráze, ale na rozdíl od klasických eliptických drah protíná povrch míjení tělesa.

## Rychlost
Za standardních předpokladů, kruhová rychlost ({\displaystyle v\,}) tělesa pohybujícího se po eliptické dráze může být spočtena jako:
{\displaystyle v={\sqrt {\mu \left({2 \over {r}}-{1 \over {a}}\right)}}}
Kde:
- {\displaystyle \mu \,} Je standardní gravitační parametr,
- {\displaystyle r\,} Je vzdálenost mezi obíhajícími tělesy,
- {\displaystyle a\,\!} Je délka hlavní poloosy.

Změnou znaménka před členem {\displaystyle {1 \over {a}}} dostaneme vzorec pro rychlost pohybu po hyperbolické trajektorii. 

## Oběžná doba
Za standardních předpokladů lze dobu oběhu ({\displaystyle P\,\!}) tělesa pohybujícího se po eliptické dráze vypočítat jako:
{\displaystyle P=2\pi {\sqrt {a^{3} \over {\mu }}}}
Kde:
- {\displaystyle \mu \,} Je standardní gravitační parametr,
- {\displaystyle a\,\!} Je délka hlavní poloosy.

Důsledek:
- Doba oběhu je podobná té při kruhové dráze s oběžným poloměrem podobným hlavní poloose ({\displaystyle a\,\!}).
- Pro danou hlavní poloosu oběžná doba nezávisí na Excentricitě (viz také třetí Keplerův zákon).

## Energie
Za standardních předpokladů, specifická oběžná energie ({\displaystyle \epsilon \,}) eliptické dráhy je záporná a rovnice zachování oběžné energie pro danou oběžnou dráhu může vypadat následovně:
{\displaystyle {v^{2} \over {2}}-{\mu  \over {r}}=-{\mu  \over {2a}}=\epsilon <0}
Kde:
- {\displaystyle v\,} Je kruhová rychlost obíhajícího tělesa,
- {\displaystyle r\,} Je vzdálenost obíhajícího tělesa od centrálního tělesa,
- {\displaystyle a\,} Je délka hlavní poloosy,
- {\displaystyle \mu \,} Je standardní gravitační parametr.

Důsledek:
- Pro danou hlavní poloosu je specifická oběžná energie nezávislá od excentricity.

Použitím virové teorie dostaneme:
- Průměrná specifická potenciální energie je rovna {\displaystyle -2\epsilon },
  - Průměr hodnoty r−1 je a−1
- Průměrná specifická kinetická energie je rovna {\displaystyle \epsilon }.

## Specifický moment hybnosti
{\displaystyle h\,=r\,v\,\cos \phi }
Kde:
- {\displaystyle h\,} Je specifický relativní moment hybnosti oběžné dráhy,
- {\displaystyle v\,} Je kruhová rychlost obíhajícího tělesa,
- {\displaystyle r\,} Je radiální vzdálenost obíhajícího tělesa od centrálního tělesa,
- {\displaystyle \phi \,} Je úhel dráhy pohybu.

## Průmět dráhy na centrální těleso

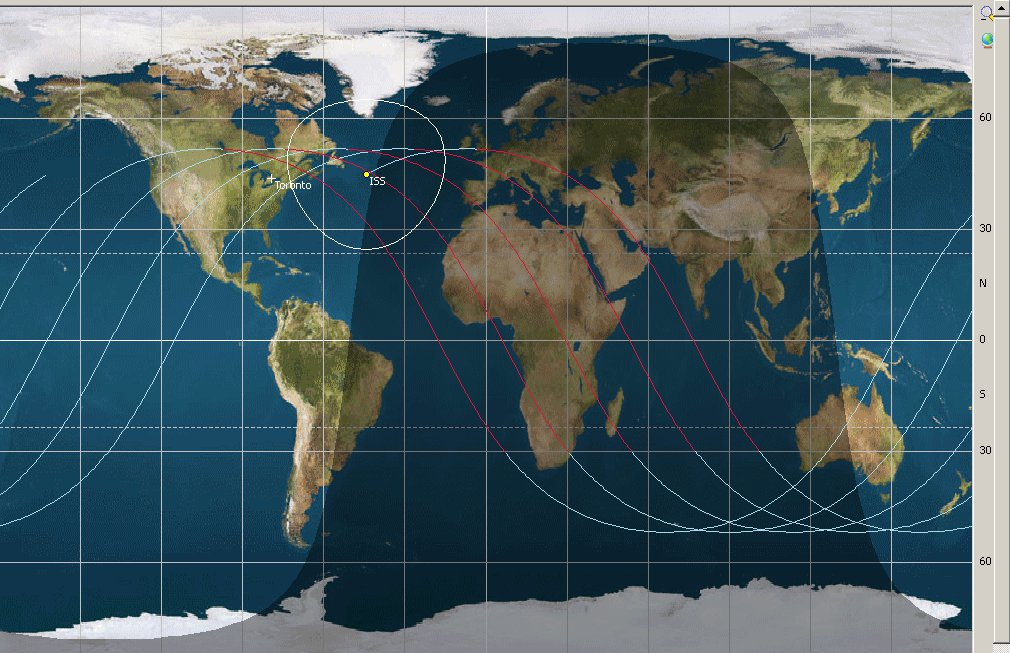
Sinusový průmět dráhy ISS, Duben 2013.

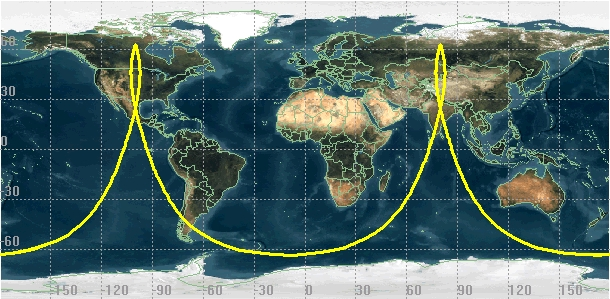
Průmět dráhy Molnija.

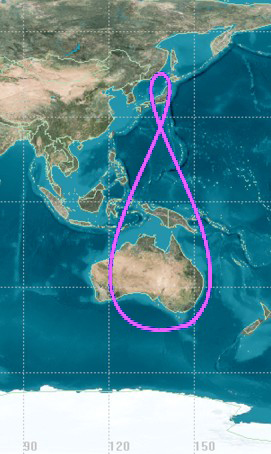
Průmět dráhy QZSS- Tundra

Průmět oběžné dráhy je složen z pohybu obíhajícího tělesa a z vlastní rotace míjení tělesa.
Kolmý průmět eliptické dráhy na obíhané těleso má nejčastěji tyto tvary:
- Bod - geostacionární dráha s malou excentricitou
- Úsečka - eliptická synchronní dráha se sklonem 0 °
- Přímka - rovníková dráha, se sklonem 0 °
- Sinusoida - eliptické dráhy, se sklonem k rovníku a s malou excentricitou - typická pro běžné satelity s kruhovou ORBITAL
- Cykloidní- vysoké eliptické dráhy, se sklonem k rovníku cca 63 ° -116 ° a s excentrickou dráhou, s periodou pod 24hodin - typ Molnija
- Osmičková - vysoké eliptické dráhy, se sklonem k rovníku cca 63 ° -116 ° as velkou excentricitou, s periodou 1den - typ Tundra